# Хулиарас, Георгиос
Георгиос Хулиарас (греч. Γιώργος Χουλιάρας, 1914 — 3 ноября 2001), известный также как Капитан Периклис (греч. καπετάν Περικλής) — греческий коммунист, командир подразделений Народно-освободительной армии Греции (ЭЛАС) и Демократической армии Греции (ДСЭ).

## Молодость и Сопротивление
Георгиос Хулиарас родился в селе Кастеллиа, Фокида, на западном склоне горы Парнас.
Работал в компании электроснабжения города Ламия.
В 30-е годы вступил в молодёжную организацию компартии Греции (ΟΚΝΕ).
После вторжения в Грецию гитлеровской Германии в апреле 1941 года, в середине мая 1941 года, когда ещё не пал Крит и ещё не приняла свою окончательную форму тройная, германо-итало-болгарская, оккупация Греции, вместе с другими коммунистами инициировал в своём регионе создание подпольных партийных организаций и Фронта Национального спасения (Μέτωπο Εθνικής Σωτηρίας).
После того как по инициативе компартии в сентябре того же года был создан всегреческий Национально-освободительный фронт (ЭАМ), региональный Фронт Национального спасения влился в ЭАМ.
В мае 1942 года Хулиарасу, одновременно с Арисом Велухиотисом, было поручено сформировать партизанские отряды: первому — на горе Парнас, второму — в регионе Эвритания. Хулиарас получил партизанский псевдоним «капитан Периклис». Впоследствии оба отряда были объединены под командованием Ариса. В составе этого объединённого отряда Периклис принял участие в операции Горгопотамос.
В зиму 1942—1943, когда был сформирован штаб Народно-освободительной армии Греции (ЭЛАС) Средней Греции, и Арис и Периклис вошли в его состав.
В октябре 1943 года Периклис возглавил только что сформированный 42-й полк ЭЛАС.
Во главе этого полка воевал до ухода оккупантов из Греции в октябре 1944 года. Возглавляя этот полк, принял в декабре 1944 года участие в боях ЭЛАС против англичан.

## Гражданская война
После последовавшего в январе 1945 года Варкизского соглашения и разоружения ЭЛАС, по приказу партии выбрался в Югославию, где оставался до октября 1946 года.
С началом гражданской войны (1946—1949) с группой 26 своих земляков вернулся в Среднюю Грецию и оказал содействие в формировании партизанских соединений Демократической армии Греции (ДСЭ).
Вошёл в штаб ДСЭ на горе Отрис. Позже стал заместителем командира подразделений Западной Средней Греции, под непосредственным командованием Харилаоса Флоракиса.
После того как в начале 1948 года партизанские подразделения ДСЭ были трансформированы по образцу регулярной армии, Периклис принял командование 2-м батальоном 144-й бригады ΙΙ дивизии ДСЭ Средней Греции и оставался на этом посту до конца гражданской войны.

## Политическая эмиграция
После поражения ДСЭ, с последними разрозненными группами её бойцов, Хулиарас выбрался в декабре 1949 года в Албанию, после чего с 1950 года жил с семьёй в Польской Народной Республике (ПНР).
В последовавшей после поражения острой внутрипартийной борьбе был исключён в 1952 году из партии руководством Н. Захариадиса.
После перемен в партийном руководстве в период 1956—1957 Хулиарас был восстановлен в партии и стал председателем Общества греческих политэмигрантов в Польше.
С расколом партии в 1968 году примкнул к сторонникам еврокоммунизма — Коммунистической партии Греции (внутренней).

## Возвращение в Грецию
Хулиарас получил возможность вернуться с семьёй в Грецию в 1977 году. Обосновался в Ламии, где прожил оставшиеся годы жизни.
Написал и издал свои мемуары под заголовком «Дорога блудная» (Ο δρόμος είναι άσωτος).
Георгиос Хулиарас (капитан Периклис) умер в Ламии в 2001 году.